# Pulitzer-Preis 1917
Der Pulitzer-Preis 1917 war die erste Verleihung des renommierten US-amerikanischen Literaturpreises. Die Vergabe der Preise fand am 4. Juni 1917 statt. Es wurden Preise in vier Kategorien im Bereich Journalismus und dem Bereich Literatur, Theater und Musik vergeben, die weiteren vom Stifter Joseph Pulitzer geforderten Kategorien wurden erst in den folgenden Jahren verliehen.
In der Kategorie Berichterstattung wurde ein Preisgeld von 1.000 US-Dollar und in der Kategorie Geschichte 2.000 US-Dollar ausgeschüttet.
Die Jury bestand aus zehn Personen, unter anderem der Präsident der Columbia-Universität Nicholas Murray Butler und Ralph Pulitzer, Sohn des Pulitzer-Preis-Stifters und Redakteur der New York World.

## Preisträger
| Kategorie                       | Preisträger | Begründung |
| ------------------------------- | --- | --- |
| Berichterstattung (Reporting)   | Herbert Bayard Swope, New York World                                                                             | Preis verliehen für die Artikel, die am 10. und 15. Oktober, sowie 4. bis 22. November 1916 täglich unter dem Titel Inside the German Empire (dt. Innerhalb des Deutschen Reichs) erschienen. |
| Leitartikel (Editorial Writing) | New York Tribune (Als offizieller Preisträger wird kein Autor benannt, der Artikel stammt von Frank H. Simmonds) | Preis verliehen für einen Artikel über den ersten Jahrestag des Untergangs der Lusitania. |

| Kategorie                                                   | Preisträger                                                                                          |
| ----------------------------------------------------------- | --- |
| Geschichte (History)                                        | With Americans of Past and Present Days von Jean Jules Jusserand                                     |
| Biographie oder Autobiographie (Biography or Autobiography) | Julia Ward Howe von Laura E. Richards und Maud Howe Elliott, unter Mitwirkung von Florence Howe Hall |